# Palazzo Gambirasi

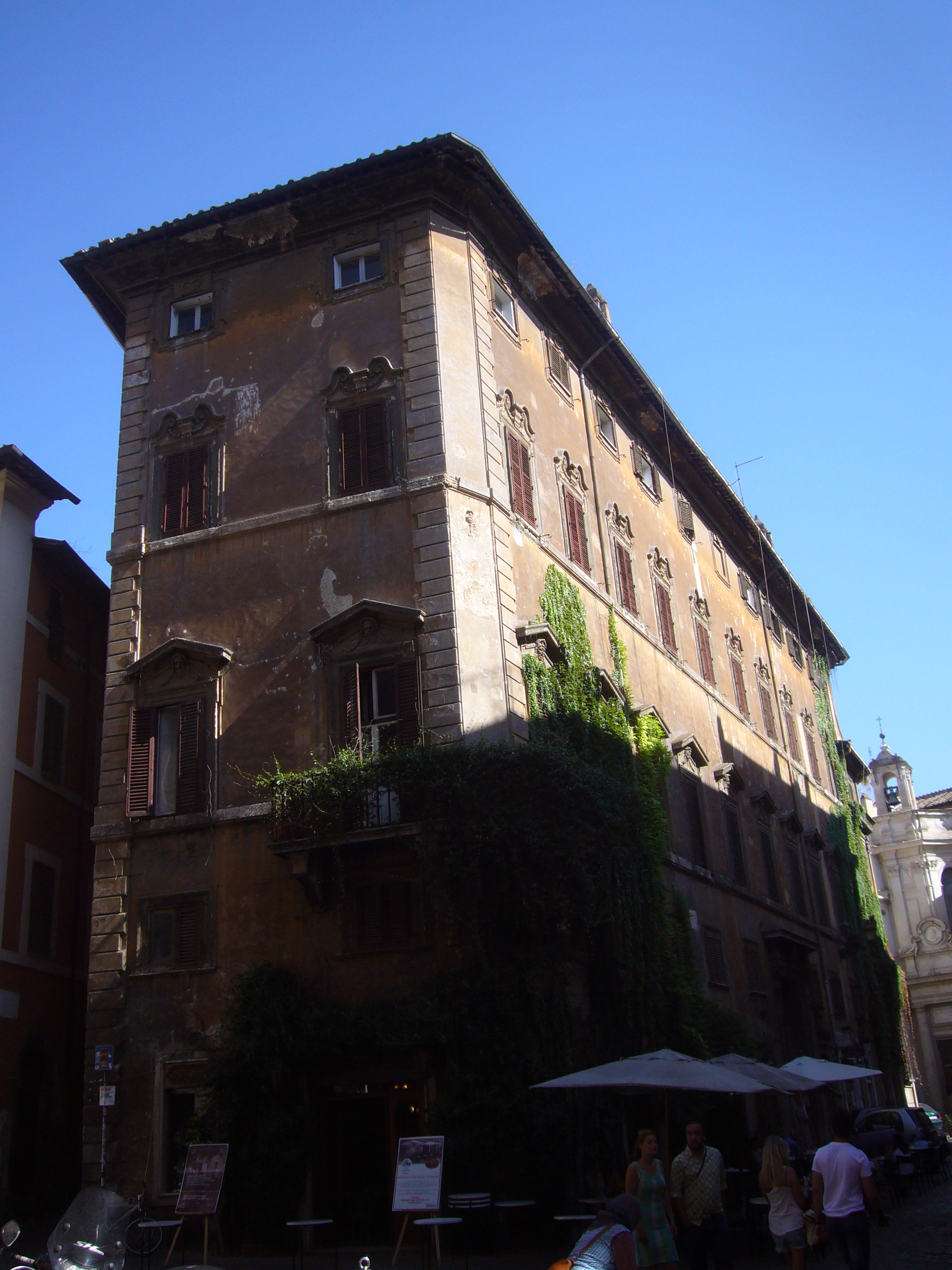
Vista do palácio na Via della Pace.

Palazzo Gambirasi é um palácio barroco situado no número 8 da Via della Pace, no rione Ponte de Roma.

## História
A Arquiconfraternidade de San Giacomo degli Spagnoli contratou, em 1659, o arquiteto Giovanni Antonio de' Rossi para construir um novo palácio incorporando outros edifícios já existentes no loca. De Rossi levou em conta o projeto de reorganização  da praça de frente para a igreja de Santa Maria della Pace idealizado pelo papa Alexandre VII Chigi, comandada por Pietro da Cortona, alinhando a fachada e contribuindo significativamente para criar uma espetacular vista barroca no local. Durante as obras, imóvel foi vendido ao monsenhor Donato Gambirasi, prelado de Bérgamo. As ampliações para o norte pretendidas por Gambirasi acabaram sendo construídas com uma decoração muito mais complexa e diferente do restante da do resto do palácio. A presença da família é visível no brasão acima do portal — um camarão (em italiano:  gambero) com uma cruz nas garras e a motto em latim "Crux tua exhaltatio mea" — e na inscrição Gambirasia sobre o caramanchão do século XVIII. Depois do declínio econômico da família, o palácio foi vendido para o "Instituto Alemão de Santa Maria dell'Anima", que sublocou diversos apartamentos do edifícios. Entre seus moradores mais conhecidos está o arquiteto Francesco Azzurri,, que morreu ali em 1858, e o escritor Domenico Gnoli.
Entre 1891 e 2016, funcionou no piso térreo o famoso Caffè della Pace.

## Descrição
O palácio ocupa uma área compreendida entre o Vicolo degli Osti, onde se destacam alguns portais do século XV remanescentes dos edifícios preexistentes, Via Arco della Pace e Via della Pace, sobre as quais se projeta a fachada principal. Esta, por sua vez, abriga lojas no piso térreo e apresenta pequenas janelas no mezzanino. No centro está um portal retangular emoldurado por arquitraves, com mísulas laterais e o brasão dos Gambirasi no centro. O portão é de madeira com uma abertura protegida por uma grade de ferro forjado. Acima dele estão nove janelas no piso nobre mais uma varanda angular com tímpanos decorados com mascarões masculinos e femininos alternados. No segundo piso, as dez janelas correspondentes, assentadas sobre uma cornija marcapiano, estão decoradas com volutas e cartelas; no terceiro, as pequenas janelas estão envoltas por uma moldura simples. Acima de tudo está o beiral. 

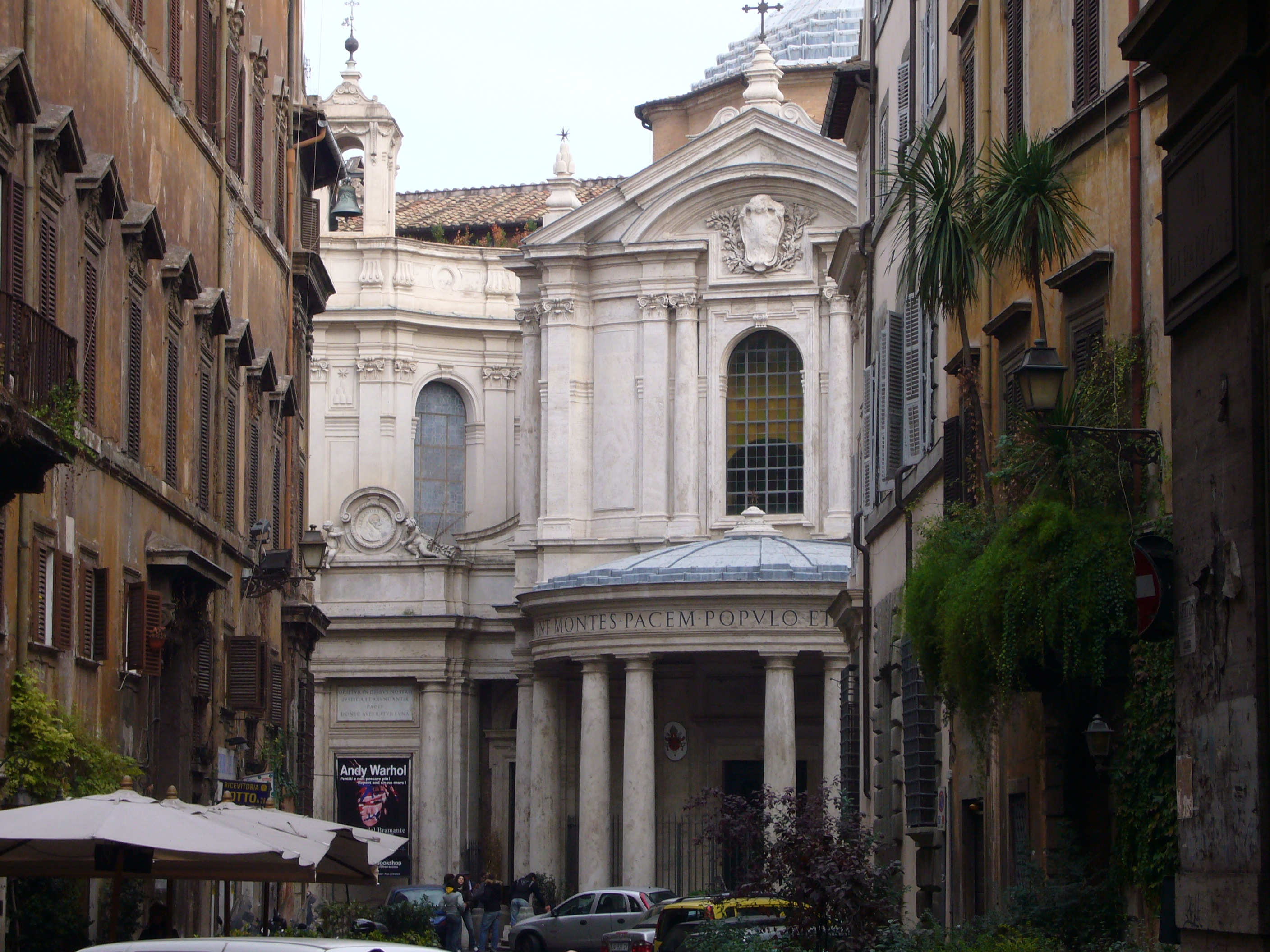
Vista da igreja de Santa Maria della Pace a partir da Via della Pace. O Palazzo Gambirasi está à esquerda.

As esquinas do palácio estão decoradas por rusticações com varandas no piso nobre. Na esquina da Via della Pace com a Via dell'Arco della Pace, bem em frente à igreja de Santa Maria della Pace, a fachada é diferente e  apresenta entre duas cornijas marcapiano uma primeira ordem de janelas com outras, menores, quadradas e emolduradas, logo acima; acima delas, as pequenas janelas quadradas do piso mais alto. Uma placa com uma inscrição em latim relembra a proibição papal proclamada em 1646 de qualquer alteração arquitetural na praça.